# 고토니역 (삿포로 시영 지하철)
고토니역(일본어: 琴似駅)은 일본 홋카이도 삿포로시 니시구에 위치한 삿포로 시영 지하철의 역이다. 역 번호는 T03이다.
1999년 2월 25일, 당역에서 미야노사와 역간 연장 개통까지는 서쪽의 종점이었다. JR홋카이도 하코다테 본선의 고토니 역과는 약 800m 떨어져 있으며 지하철과 JR을 갈아타는 경우에는 약간의 시간이 소요된다.
건설 당시의 임시 역명은 "고토니혼도리"였다.

## 역 구조
지하 1층에 대합실, 지하 2층에 1면 2선의 섬식 승강장을 가진 지하역이다. 신삿포로 방향에 분기기가 있는 비상 시의 반환점에 대응하고 있다(미야노사와 역의 연장 개통까지는 이 분기기를 이용하고 회차 운전을 했다.).
승강장과 개찰구를 연결하는 엘리베이터는 중앙 개찰구에 설치되어 있다. 지상에 존재하는 엘리베이터는 버스 터미널 내에 있다. 버스 터미널 바로 아래인 지하 2층에는 승강장 선로와 별도로 다목적 홀인
"파토스"가 있고 라이브 등의 장소로 사용되고 있다.

#### 타는 곳
| 1 | 도자이 선 | 오도리・시로이시・신삿포로 방면 |
| 2 | 도자이 선 | 미야노사와 방면                 |

## 역 주변
역 주변, 특히 JR하코다테 본선 고토니 역과의 거리는 상가로 활기를 보이고 있다.
- JR하코다테 본선 고토니 역
- 삿포로 시 니시 구청
- 니시 구민 센터
- 니시 경찰서 고토니혼도리 파출소
- 고토니2조 우체국
- 삿포로 시립 고토니 초등학교
- 호쿠요 은행 고토니추오 지점
- 홋카이도 은행 고토니 지점
- 호쿠리쿠 은행 고토니 지점
- 고토니 버스 터미널
- 이온 삿포로 고토니 점 (2번 출입구의 지하에서 매장에 직결)
- 다이에 고토니 점
- 맥스밸류 고토니 점
- 후지 안경 고토니 점
- 고토니 신사
- 페니 레인 24
- 국도 제5호선
- 삿포로 시립 고토니 중・초등학교
- 삿포로 시 야마노테 도서관

## 역사
- 1976년 6월 10일: 고토니 ~ 시로이시 역간 개통에 따라 영업 개시.
- 1999년 2월 25일: 고토니 ~ 미야노사와 역간 연장 개통에 따라 영업 개시, 중간역이 됨.
- 2009년 2월: 스크린도어 사용 개시[3].

## 사진

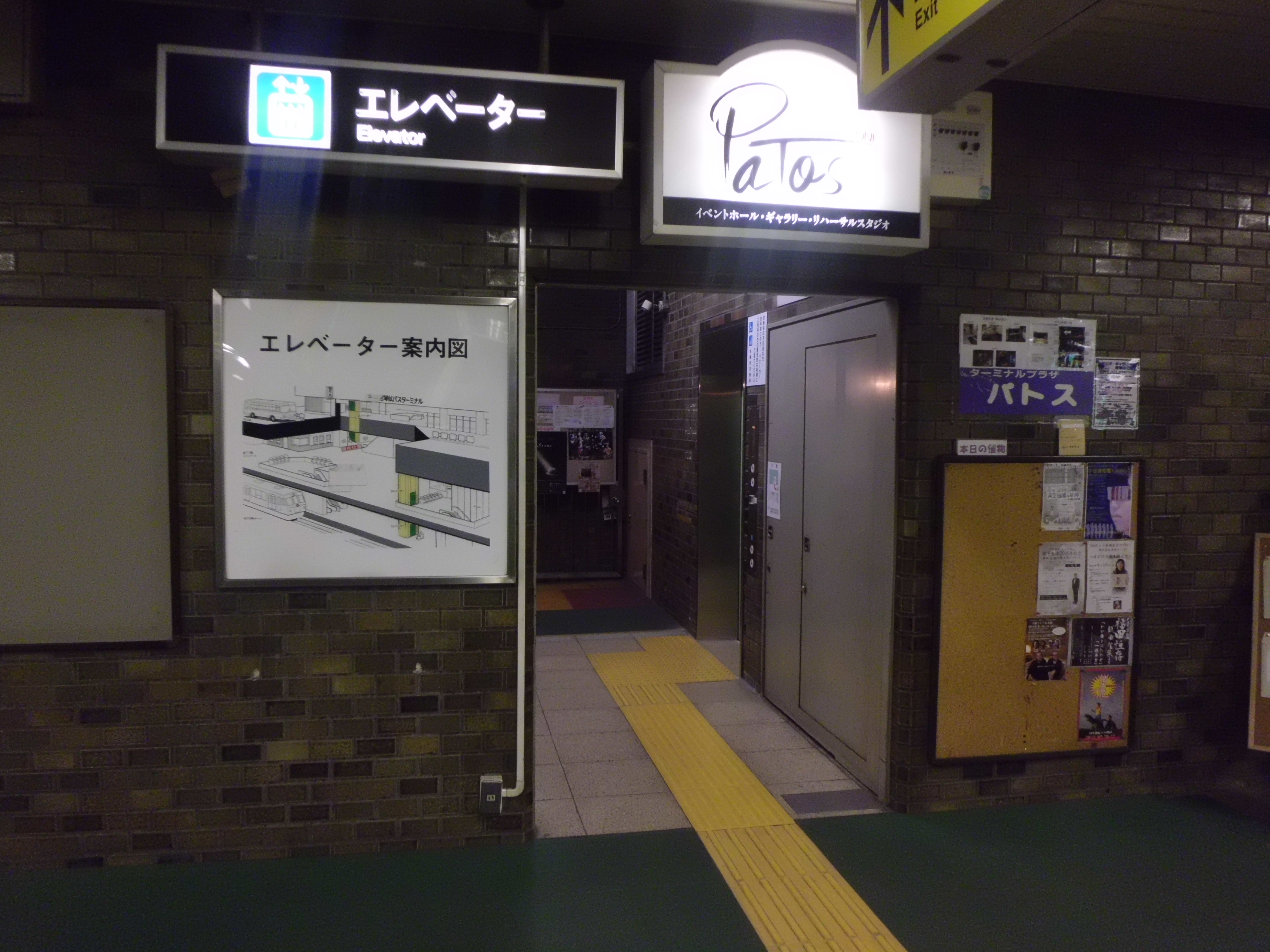
터미널 플라자 고토니 파토스

## 인접 역
| 삿포로 시 교통국 지하철 도자이 선 | 삿포로 시 교통국 지하철 도자이 선 | 삿포로 시 교통국 지하철 도자이 선 |
| --------------------------------- | --------------------------------- | --------------------------------- |
| T02 핫사무미나미 미야노사와 방면  | ● 도자이 선                       | T04 니주욘켄 신삿포로 방면        |